# Нивои организације живог света
Биолошка организација је хијерархија комплексних биолошких структура и система који дефинишу живот користећи редукционистички приступ. Традиционална хијерархија, иде од атома до биосфере. Највиши нивои се обично називају еколошка организација, или као поље, хијерархијска екологија.

## Појам живог организма
Жива и нежива природа су изграђене од хемијских елемената који постоје на Земљи. Најмањи део супстанце, неког хемијског елемента је атом, који је састављен од неутрона, протона и електрона. Атоми се спајају и граде молекуле.

### Структура живих бића
Сва жива бића су изграђена од ћелија-основне јединице грађе свих живих бића. Ћелија има своје-ћелијске органеле. ћелијске органеле су саставни део сваке еукариотске ћелије.Код вишећелијских организама ћелије се удружују у ткива, а ткива у органе. Органи се групишу по својој функцији у системе органа..

### Организам
Једам организам је једнака и он не може да опстане сам. Јединке исте врсте које се међусобно укрштају и насељавају исти простор у исто време чине популацију. Већи број популација различитих врста које насељавају заједничко станиште чине биоценозу. Биоценоза или животна заједница заједно са стаништем на којем се налази чини екосистем.